# Midas
Pour les articles homonymes, voir Midas (homonymie).
« Roi Midas » redirige ici. Pour le court-métrage, voir Le Roi Midas.
Midas (en grec ancien Μίδας / Mídas) est un roi de Phrygie, fils de Gordias. Il apparaît dans la mythologie grecque, notamment dans les transcriptions d'histoires populaires par Ovide ou Plutarque.

## Mythe
Midas est le nom porté par plusieurs rois de Phrygie dont le plus connu, qui règne dans la seconde moitié du VIIIe siècle av. J.-C., est qualifié par Hérodote de « premier des Barbares » et dont la tradition mythologique grecque en fait le fils de la déesse phrygienne Cybèle et du roi Gordias, fondateur de la ville de Gordion et créateur du nœud gordien. Midas est ainsi l'objet de plusieurs légendes liées notamment à la richesse proverbiale de son royaume. Ces légendes semblent apparaître à l'époque où l'influence des cités grecques gagne le royaume phrygien.

### L'or de Midas
Suivant une légende rapportés par Ovide dans ses Métamorphoses, le satyre Silène, père adoptif et précepteur du jeune Dionysos, ayant bu plus que de raison, s'égare jusque sur les terres de Midas, qui le recueille et lui offre l'hospitalité. Dionysos, à sa recherche, le trouve là et remercie l'hôte de celui qui l'a élevé en lui accordant un vœu. Midas demande alors la faculté de transformer en or ce qu'il touche. Désormais incapable de manger et de boire — tout aliment qu'il veut porter à sa bouche se transformant dans le métal précieux —, il supplie le dieu de reprendre son présent. Pour conjurer le sort, Dionysos lui enjoint alors de se laver les mains dans les eaux du Pactole, dont les alluvions sableuses se chargent d'or. Cette légende entend expliquer l'origine de l'or alluvionnaire charrié par le Pactole, auquel la Phrygie doit, avec ses mines de cuivre et de fer, une bonne partie de sa richesse.
Le mythe de Midas et de Dionysos illustre les effets négatifs d'un désir trop ardent, ainsi que la recherche du bonheur par l'accumulation des richesses, en contradiction avec la conception aristotélicienne du bonheur : Midas a la faculté de combler ses désirs d'accumulation de richesses en vue du bonheur parfait, mais sa capacité à transformer tout ce qu'il touche en or le coupe totalement de la vie normale, l'empêchant aussi bien de manger que de boire, mais le forçant par là-même à transformer ses proches en statues d'or dès qu'il les touche. Cette légende est à comparer à celle de Tantale. À l'inverse de Midas qui a le pouvoir d'assouvir pleinement son désir, Tantale lui n'est aucunement et jamais en mesure d'assouvir le sien[réf. nécessaire]. Platon fait référence aux richesses de Midas dans Les Lois et La République, à propos de la fortune des hommes de bien.

### Les oreilles d'âne

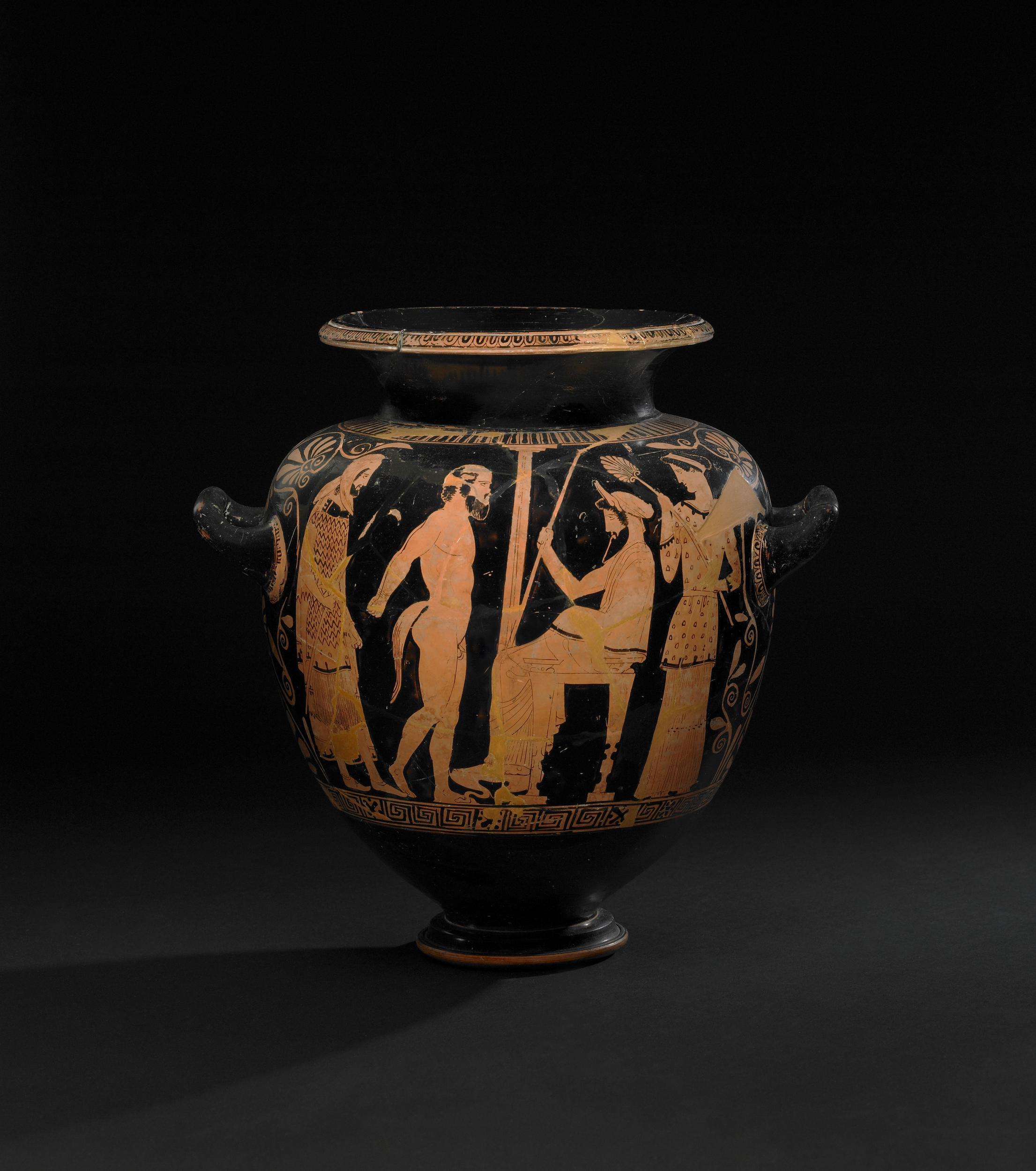
Stamnos à figures rouges daté des alentours de 440 av. J.-C, originaire d'Attique. Silène conduit devant Midas assis sur un trône, tenant droite un sceptre dans sa main, portant un saccos, devant lequel de longues oreilles d'un âne ressortent. Devant lui Silène, maintenus par un garde phrygien. À droite, Europe, agitant un éventail. British Museum.

À la suite de cet épisode, Ovide rapporte une autre mésaventure du roi phrygien dans laquelle il se voit affublé d'oreilles d'ânes. L'existence de cette légende est déjà évoquée par Aristophane au Ve siècle av. J.-C. et les représentations de Midas avec de telles oreilles sur des stamnos grecs attestent d'une origine plus ancienne encore. Il est d'ailleurs vraisemblable que ce soit cette iconographie qui a motivé les tentatives d'explications chez les auteurs anciens et l'élaboration de récits légendaires qui connaissent plusieurs variantes au fil des siècles. Au tournant de l'ère commune, Conon le Mythographe voyait d'ailleurs déjà dans ces légendes des constructions dérivées de la réputation qu'avait Midas, entretenant une armée d'informateurs pour se prémunir des complots, d'avoir de « grandes oreilles », transformées par la rumeur et au fil des ans en oreilles d'âne, initiant une légende dont Ovide livre la version la plus complète qui nous soit parvenue.

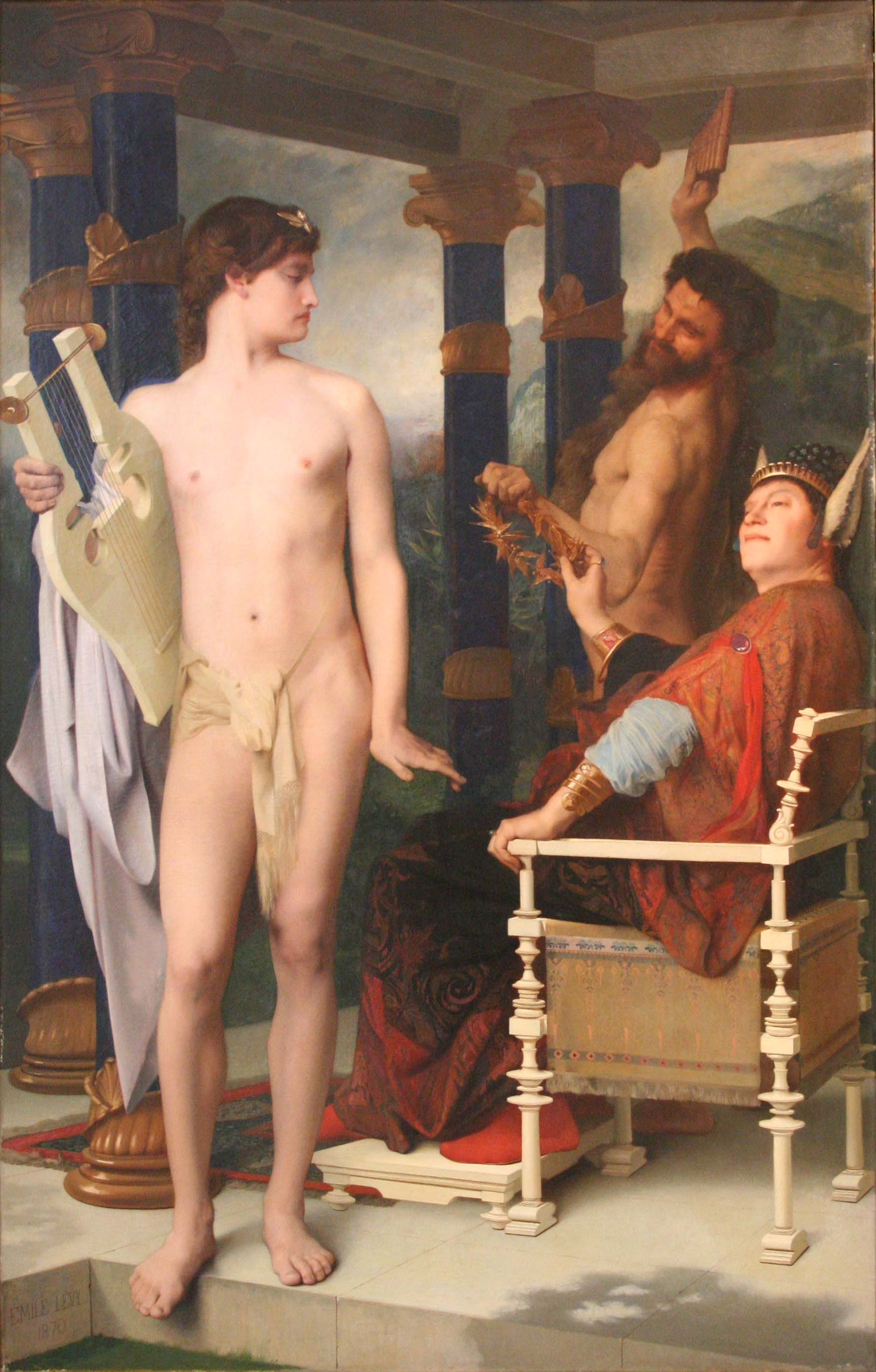
Le Jugement de Midas, par Émile Lévy (1870). Huile sur toile, musée Fabre, Montpellier.

Suivant le récit d'Ovide, au livre XI de ses Métamorphoses, Midas, s'étant rapproché de la nature depuis l'épisode de l'or, suit le dieu Pan dans les montagnes où celui-ci attire et distrait les nymphes des environs par ses chants. Préférant ses pipeaux à la lyre d'Apollon, Pan défie ce dernier en un concours musical auquel assiste Midas, en compagnie de nymphes et de bergers, et que Tmolos, l'esprit du mont, est chargé d'arbitrer. Ce dernier tranche en faveur du dieu mais Midas, seul, conteste l'arbitrage, provoquant la colère d'Apollon qui affuble un si mauvais auditeur d'oreilles d'âne. Midas cache ses nouvelles oreilles sous « une tiare pourpre qui descend sur ses tempes », mais l'esclave en charge de le coiffer découvre le secret, qu'il ne peut retenir : il creuse alors un trou et divulgue son fardeau à la terre avant de le reboucher. Mais à cet endroit poussent bientôt des roseaux qui, chaque fois que le vent les fait frémir. bruissent des mots confiés à la terre : « Le roi Midas a des oreilles d'âne », éventant le secret.
Dans une autre version, que l'on trouve par exemple succinctement chez Hyginus, le concours oppose le satyre Marsyas et Apollon, et c'est Midas qui est directement chargé d'arbitrer le concours, avec le même résultat pour lui. Une autre version encore le présente comme initié par Orphée et chargé à ce titre de l'arbitrage de la joute avec les Muses.Tandis que les Muses préfèrent Apollon au satyre, Midas choisit ce dernier, suscitant là également le courroux du dieu. Selon une autre version encore, rapportée au Moyen Âge par le Troisième Mythographe du Vatican, c'est un berger qui fabrique une flûte de l'un de ces roseaux et c'est de l'instrument que sort la révélation.
L'exploratrice Ella Maillart rapporte, dans un récit de voyage, une version de la légende attribuée aux Wusun : le barbier du roi confie le secret de ses oreilles d'âne à un puits, dont il néglige cependant de refermer l'orifice ; l'eau du puits déborde, noie le palais et engendre le lac actuel de l'Yssyk Koul, au Kirghizistan actuel.

### Autres
Xénophon, dans son Anabase  rapporte qu'une fontaine, à Thymbrée, porte le nom de Midas depuis qu'il a mélangé du vin à sa source pour y surprendre un satyre qu'il poursuivait.

## Historicité

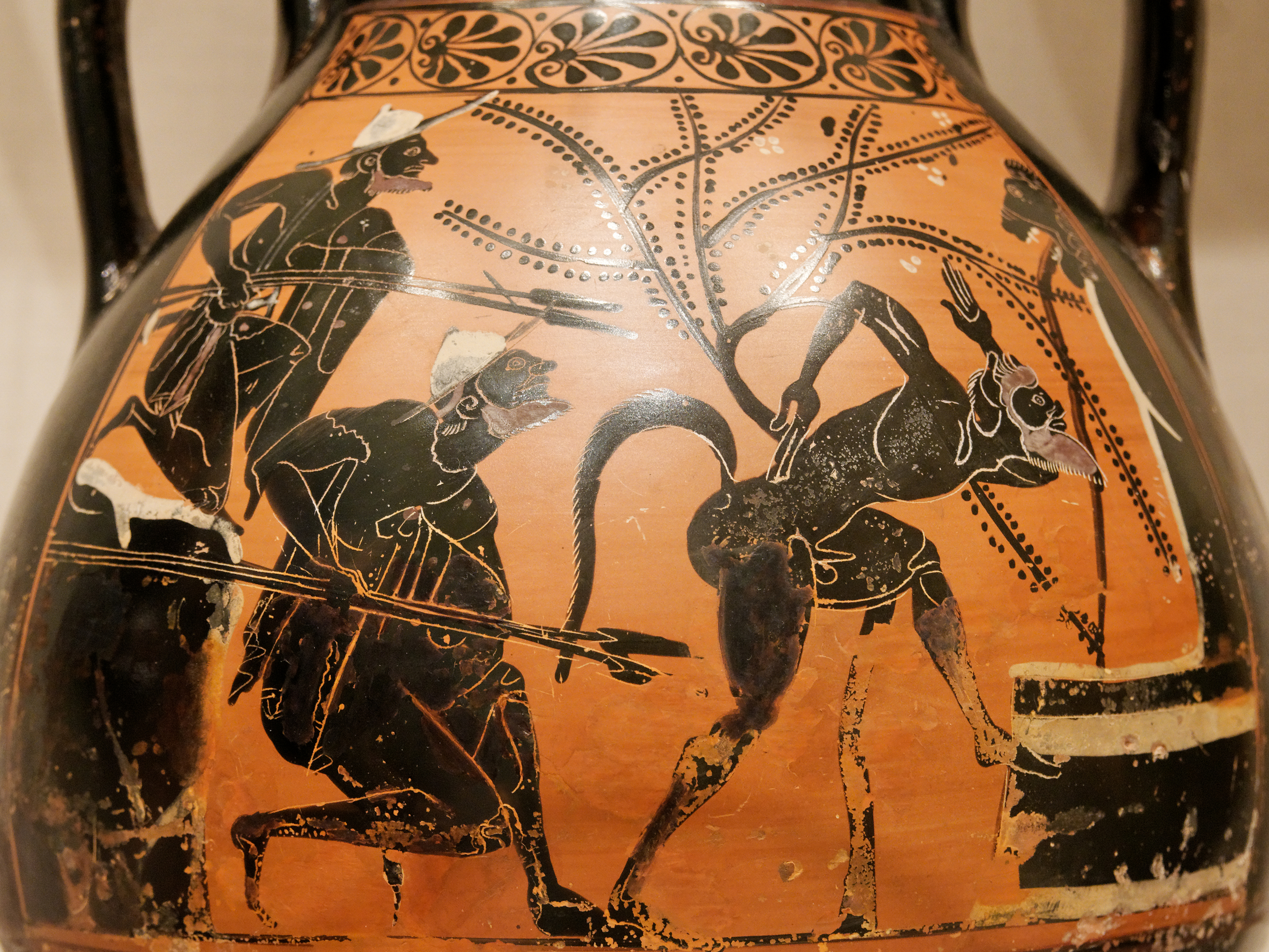
Midas et un comparse (ou deux comparses du roi Midas) tendant une embuscade à Silène, face A d'une amphore attique à figures noires.

Midas est probablement inspiré de plusieurs personnages ayant réellement existé et ayant été rois de Phrygie entre la fin du VIIIe siècle av. J.-C. et le début du VIIe siècle av. J.-C. On trouve sous ce nom différents souverains phrygiens dont l'un aurait épousé Hermodiké ou Dèmodikè, la fille d'Agamemnon, roi de Cymé, une cité grecque d'Asie mineure. Un Midas serait mort au début du VIIe siècle av. J.-C., suicidé à la suite de l'invasion cimmérienne et la destruction de Gordion, la capitale de la Phrygie, en 696 av. J.-C. Il a été suggéré que le « tombeau de Midas », sur le site archéologique de Gordion, soit sa sépulture mais il a été démontré que cette sépulture datait du siècle précédent : ce tombeau étant daté des environs de 740 à 730 av. J.-C., il peut plutôt s'agir de l'un de ses prédécesseurs, peut-être son père.
Dans le Phèdre, Platon cite son épitaphe : 

« Je suis une vierge d’airain et repose sur le tombeau de Midas
Tant que l’eau coulera et que les arbres verdiront
Je resterai sur ce tombeau arrosé de larmes
Et j’annoncerai aux passants que Midas est ici enterré. »

## Postérité

### Alchimie
Les plus anciens alchimistes connus proposent des commentaires de récits mythologiques. Le mythe de Midas faiseur d'or a attiré l'intérêt notamment de Bracesco, de Michaël Maïer, et du bénédictin Dom Pernety.

### Astronomie
- (1981) Midas, astéroïde nommé d’après lui.

## Dans les arts et la culture

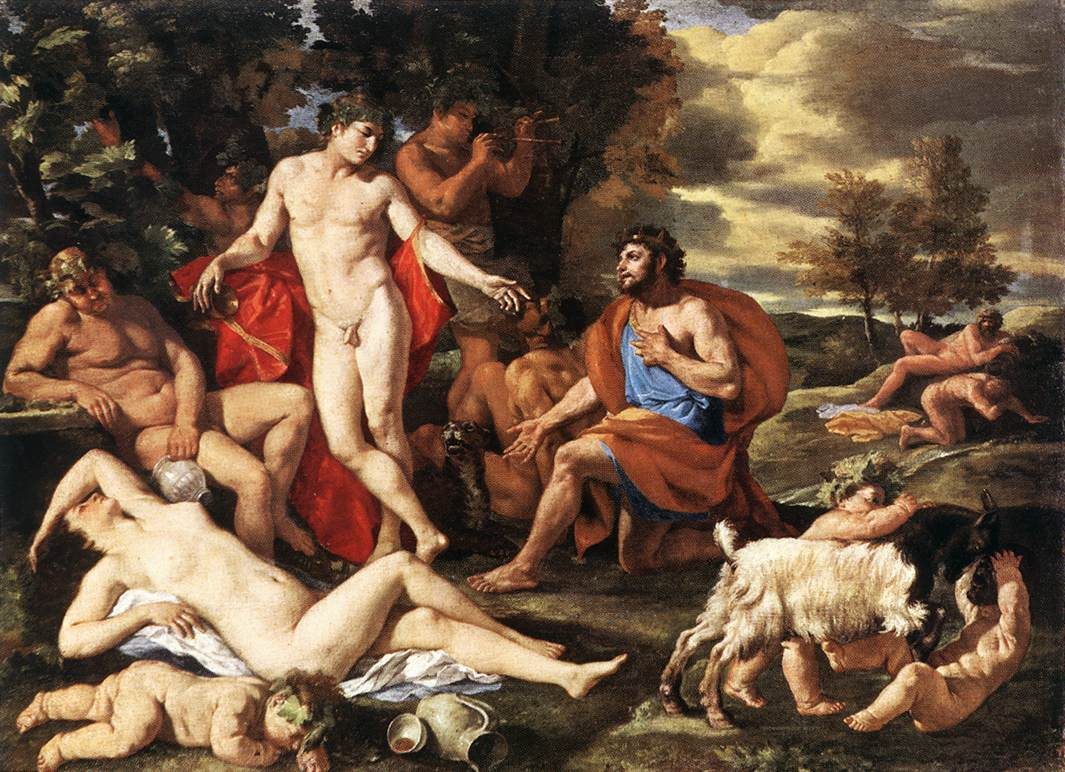
Midas devant Bacchus, tableau de Nicolas Poussin, 1624-1630, Alte Pinakothek de Munich.

### Filmographie

#### Cinéma
- 1910 : La Légende de Midas, film muet de Louis Feuillade.
- 1935 : Le Roi Midas de Walt Disney.
- 1953 : The Story Of King Midas de Ray Harryhausen.
- 2013 : Les Aventures extraordinaires d'un apprenti détective (en anglais : Mariah Mundi and the Midas Box) de Jonathan Newman, Midas apparait en flashback.
- 2017 : Tad et le Secret du roi Midas d'Enrique Gato et David Alonso.

#### Télévision

##### Séries
- 1995 : Noel Trevarthen joue Midas dans Hercule.
- 2011 : Once Upon a Time, le roi Midas intervient dans la première saison.
- 2018 : Trust : le mythe de l'or est temporairement transposé par le milliardaire J. Paul Getty pour une allégorie[23],[24].

###### Animation
- 1982 : La petite Olympe et les dieux : l'épisode 30 (Les oreilles du roi Midas) reprend les mythes des oreilles d'ânes et de l'or de Midas.
- 1996 : Dans Aladdin et le Roi des voleurs, Aladdin et son père partent à la recherche de la Main de Midas.
- 1998 : Eugene Levy joue Midas dans Hercule.
- 2002 : Midas apparait à la fin de Super gadget épisode 10 de la saison 1 de Les Mystères de Moville.
- 2018 : Teen Titan Go! dans Ne fais pas comme Icare épisode 31 de la saison 5, le mythe est repris par Starfire.

### Littérature

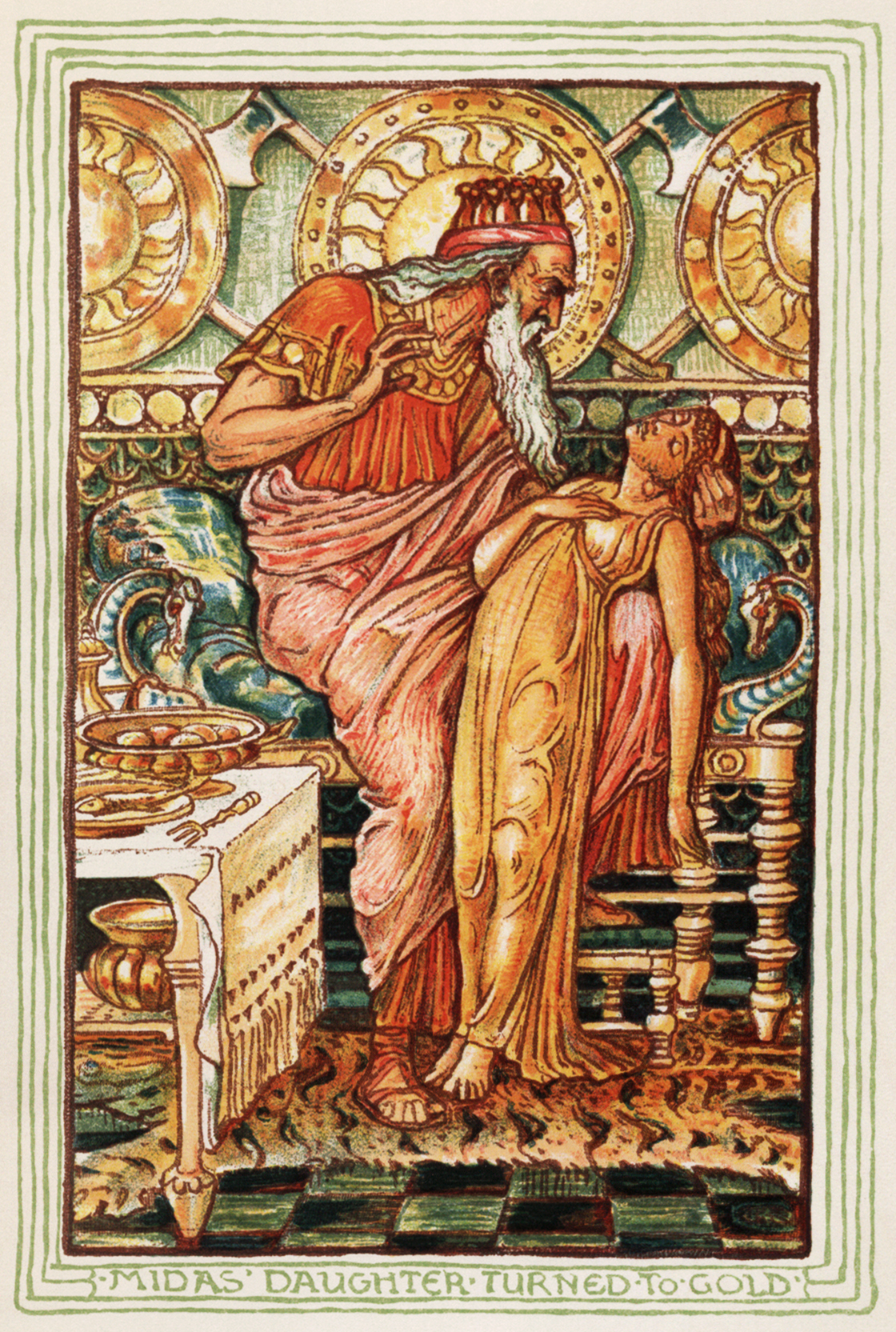
Dans la version du mythe de Midas de Nathaniel Hawthorne, sa fille se transforme en statue lorsqu'il la touche. Walter Crane, 1893.

- Midas apparait dans les Dialogues des morts de Lucien de Samosate.
- Nathaniel Hawthorne, Le Toucher d'or (The Golden Touch), 1851
- Charles Baudelaire, Alchimie de la douleur (1861)

### Théâtre et opéra
- Midas, burletta de Kane O'Hara (1720)
- Le Jugement de Midas, comédie mêlée d'ariettes en trois actes d'André Grétry sur un livret de Thomas Hales (1778)
- Midas, drame en vers blanc de Percy et Mary Shelley (1820)
- Les oreilles de Midas, opéra bouffe de Frédéric Barbier sur un livret de Nérée Desarbres et Charles Nuitter (1866)

### Musique et chanson
- 1964 : Shirley Bassey dans Goldfinger (James Bond) : chanson de John Barry : « Goldfinger He's the man, the man with the Midas touch ».
- 1986 : Midnight Star (groupe de funk américain), chanson Midas Touch extraite de leur album Headlines.
- 1996 : Army of Lovers (groupe), chanson King Midas.
- 2013 : Ellie Goulding, chanson Midas Touch de l'album Halcyon reprise du groupe Midnight Star.
- 2020 : Taylor Swift, chanson Champagne problems de l'album Evermore) (« Your Midas touch on the Chevy door »).
- 2024 : Kiss Of Life (groupe de k-pop féminin), Midas Touch (de l'EP Midas Touch).

### Jeux vidéo
- 1996 : Tomb Raider (premier jeu vidéo de la série, et son remake Tomb Raider: Anniversary) : la main du roi Midas transforme les lingots de plomb en or.
- 2010 : God of War (Ghost of Sparta) : Midas est l'un des personnages.
- 2013 : Dota 2 : l'objet Hand of Midas permet à son possesseur de générer de l'or.
- 2020 : Fortnite Battle Royale : Midas est l'un des personnages principaux.

### Iconographie

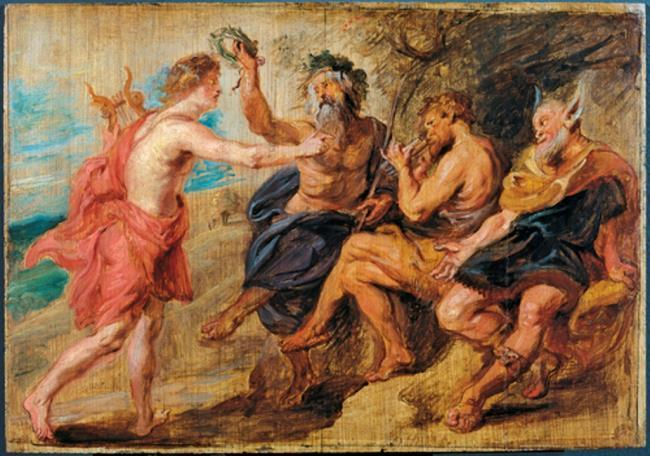
Le Jugement de Midas, Pierre Paul Rubens, 1637, Musées Royaux des Beaux Arts de Belgique à Bruxelles.

#### Peinture
- Le Jugement de Midas, peinture à l'huile sur panneau de Cima da Conegliano, datée de 1507-1509, Statens Museum for Kunst de Copenhague.
- Midas se lavant à la source du Pactole, par Bartolomeo Manfredi, 1617.
- Le Concours entre Apollon et Pan (ou Le Châtiment de Midas), tableau de Hendrick de Clerck, vers 1620, Rijksmuseum à Amsterdam.
- Midas se lavant dans le Pactole, par Nicolas Poussin, 1627, Metropolitan Museum of Art, New York.
- Midas devant Bacchus, tableau de Nicolas Poussin, daté de 1624-1630, Alte Pinakothek de Munich.
- Le Jugement de Midas, tableau d'Abraham Bloemaert, daté de 1635-1640, pavillon de chasse de Grunewald à Berlin.
- Le Jugement de Midas, tableau de Pierre Paul Rubens, 1637, Musées royaux des Beaux-Arts de Belgique à Bruxelles.
- Le Jugement de Midas, tableau d'Émile Lévy, 1870, musée Fabre à Montpellier.

### Sources antiques
- Hérodote, Histoires [détail des éditions] [lire en ligne], I, 14.
- Hygin, Fables [détail des éditions] [(la) lire en ligne], CXCI.
- Émile Chambry, Alain Billault, Émeline Marquis et Dominique Goust (trad. du grec ancien par Émile Chambry, préf. Alain Billault), Lucien de Samosate : Œuvres complètes, Paris, Éditions Robert Laffont, coll. « Bouquins », 2015, 1248 p. (ISBN 978-2-221-10902-1), « Le Coq ou le Songe ».
- Ovide, Métamorphoses [détail des éditions] [lire en ligne], XI, 90.
- Strabon, Géographie [détail des éditions] [lire en ligne], I, 21 et XIV, 28.
- Virgile, Bucoliques [détail des éditions] [lire en ligne], VI, 13.
- Xénophon (trad. Pierre Chambry), Œuvres complètes : L’Anabase. Le Banquet, Garnier-Flammarion, 1965, 414 p. (ISBN 978-2-501-00264-6), p. 23-250

### Recherche contemporaine
- (de) Rostislav Oreshko, « The onager kings of Anatolia : Hartapus, Gordis, Muška and the steppe strand in early Phrygian culture », Kadmos, vol. 59, nos 1-2,‎ 1er décembre 2020, p. 77–128 (ISSN 1613-0723).
- (en) Susanne Berndt, « The King has Ass’s Ears! : The Myth of Midas’s Ears », dans E. Simpson (éd.), The Adventure of the Illustrious Scholar : Papers Presented to Oscar White Muscarella, Leiden–Boston, Brill, 2018, p. 49-66.
- Maya Vassileva, « King Midas in Southeastern Anatolia », dans Billie Jean Collins, Mary R. Bachvarova et Ian C. Rutherford (éds.), Anatolian Interfaces : Hittites, Greeks and their Neighbours, Oxbow Books, 2008 (ISBN 978-1-84217-270-4), p. 165-171.
- Maya Vassileva, « King Midas : between the Balkans and Asia Minor », Dialogues d'histoire ancienne, vol. 23, no 2,‎ 1997, p. 9–20.
- Lynn E. Roller, « The Legend of Midas », Classical Antiquity, vol. 2, no 2,‎ 1983, p. 299–313 (ISSN 0278-6656).
- Edith Hamilton, La Mythologie, Marabout, 1978, 414 p. (ISBN 978-2-501-00264-6).